# Perdita willcoxiana
Perdita willcoxiana är en biart som beskrevs av Timberlake 1977. Perdita willcoxiana ingår i släktet Perdita och familjen grävbin. Inga underarter finns listade i Catalogue of Life.